# Línea 14AB (Suburbanos Montevideo)
 La línea 14AB de la red de transporte suburbano de Montevideo une la terminal Baltasar Brum con Pando. 

## Creación
La línea 14AB surge como un destino de la línea 14A, su denominación hacía referencia a la sección policial de la ciudad de San Jacinto, el destino y recorrido principal de la mencionada línea. Pues desde sus inicios, eran dos ramales con diferentes recorridos y destinos, el rojo y el negro. El ramal rojo era el servicio directo, mientras que el ramal negro era el servicio que culminaba en la intersección de la Calle 5 y la vía férrea, en Pando, siendo considerada la línea 14A como la línea madre de ambos servicios. Dichos ramales, con el paso del tiempo se fueron convirtieron en líneas independientes. Es así que en los años noventa, la empresa Tala - Pando - Montevideo toma la decisión de independizar estos ramales y convertirlos en dos líneas independientes de la línea 14A, aumentando también sus frecuencias y recorridos, por lo tanto pasaron a ser las líneas 14AB y 14AR. 

## Recorrido
| Línea 14AB |

| Línea 14AR |

## Lugares de interés
- Banco Central
- Facultad de Psicología
- Facultad de Humanidades
- Banco de Seguros del Estado

- Terminal y Shopping de Tres Cruces
- Universidad Católica
- Intercambiador Belloni
- Zonamerica
- Facultad de Veterinaria
- Estadio Campeón del Siglo
- Barros Blancos
- Centro de Pando